# شقایق (سرده)
شقایق (نام علمی: Glaucium)، (به انگلیسی: horned poppy) یا خشخاش شاخدار (سرده یا جنس)  نام یک سرده از تیرهٔ شقایقیان، زیرتیرهٔ پاپاوروئیده است. حدود ۲۵ گونه سالانه، دوسالانه یا چند ساله علفی گیاه گلدار در خانواده پاپاوروئیده، بومی اروپا، شمال آفریقا، و جنوب غربی و مرکزی آسیا. این سرده معمولاً در سالین زیستگاه‌ها، از جمله ساحلها و نمک‌دان‌ها یافت می‌شود.

## گونه‌های موجود در ایران
این سرده (جنس) در ایران یازده گونه گیاه علفی یکساله و چند ساله دارد.
- شقایق اصفهانی Glaucium calycinum (انحصاری ایران)
- شقایق شاخدار  (گونه) Glaucium corniculatum (انحصاری ایران)[۳]

چند گونه زیر علاوه بر ایران در عراق، آناتولی، یونان، سوریه، سینا، ماورای قفقاز، افغانستان، پاکستان، آسیای مرکزی و ترکمنستان نیز می‌رویند.
- شقایق درهم تنیده Glaucium contortuplicatum
- شقایق زیبا Glaucium elegans
- شقایق خانقینی Glaucium haussknechtii
- شقایق گل درشت Glaucium grandiflora
- شقایق ایرانی (شقایق شرابه‌ای) Glaucium persicum / Glaucium fimbrilligerum
- شقایق شاخدار زرد Glaucium flavum
- شقایق خراسانی (شقایق کم‌لوب) Glaucium paucilobum
- شقایق تماشایی Glaucium pulchrum
- شقایق لوب‌تیز Glaucium oxylobum[۴]

## گونه‌ها
- شقایق افغانی Glaucium afghanicum
- شقایق شاخدار Glaucium corniculatum
- شقایق شاخدار زرد Glaucium flavum
- شقایق عربی Glaucium arabicum
- Glaucium acutidentatum
- Glaucium aleppicum
- Glaucium calycinum
- Glaucium cappadocicum
- Glaucium caricum
- Glaucium contortuplicatum
- Glaucium cuneatum
- Glaucium elbursium
- Glaucium elegans
- Glaucium elegantissimum
- Glaucium fimbrilligerum
- Glaucium golestanicum
- Glaucium grandiflorum
- Glaucium insigne
- Glaucium leiocarpum
- Glaucium mathiolifolium
- Glaucium oxylobum
- Glaucium pulchrum
- Glaucium quadratifolium
- Glaucium refractocarpum